# Гренландская крона
Гренландская крона (гренл. koruuni) — региональная валюта датского владения Гренландия в 1874—1967 годах, обращавшаяся параллельно с датской кроной, и валюта, планировавшаяся к введению для Гренландии в 2011 году. C 1968 года на острове в обращении находится только датская крона.

## История
С 1721 года законным платёжным средством на территории Гренландии являются датские денежные знаки. Датской администрацией Гренландии выпускались банкноты: в 1803—1804 годах — в риксдалерах, в 1819—1873 годах — в риксбанкдалерах.
После введения в Дании в 1873 году датской кроны в следующем, 1874 году, начат выпуск гренландских банкнот в кронах. В связи со вхождением Дании в Скандинавский валютный союз с 1873 года до Первой мировой войны в обращении также использовалась шведская крона, а с 1876 года — и норвежская крона.
В XIX—XX веках в датских колониях на территории Гренландии несколько горнодобывающих компаний производили собственные деньги.
В 1926 и 1944 годах чеканились монеты специально для хождения на территории Гренландии.
1 июля 1967 года выпуск гренландских банкнот прекращён, в 1968 году гренландская крона изъята из обращения.

## Наше время
В 2006 году правительство Дании и власти Гренландии объявили, что была достигнута договорённость о введении на территории Гренландии c 2011 года собственных денежных знаков, которые будут разновидностью датской кроны. Предполагалось, что гренландская крона не будет самостоятельной валютой, а будет привязана к датской кроне.
Однако в ходе голосования в середине октября 2009 года Гренландия решила пока не вводить свои собственные денежные знаки.